# Christuskirche (Göttingen)

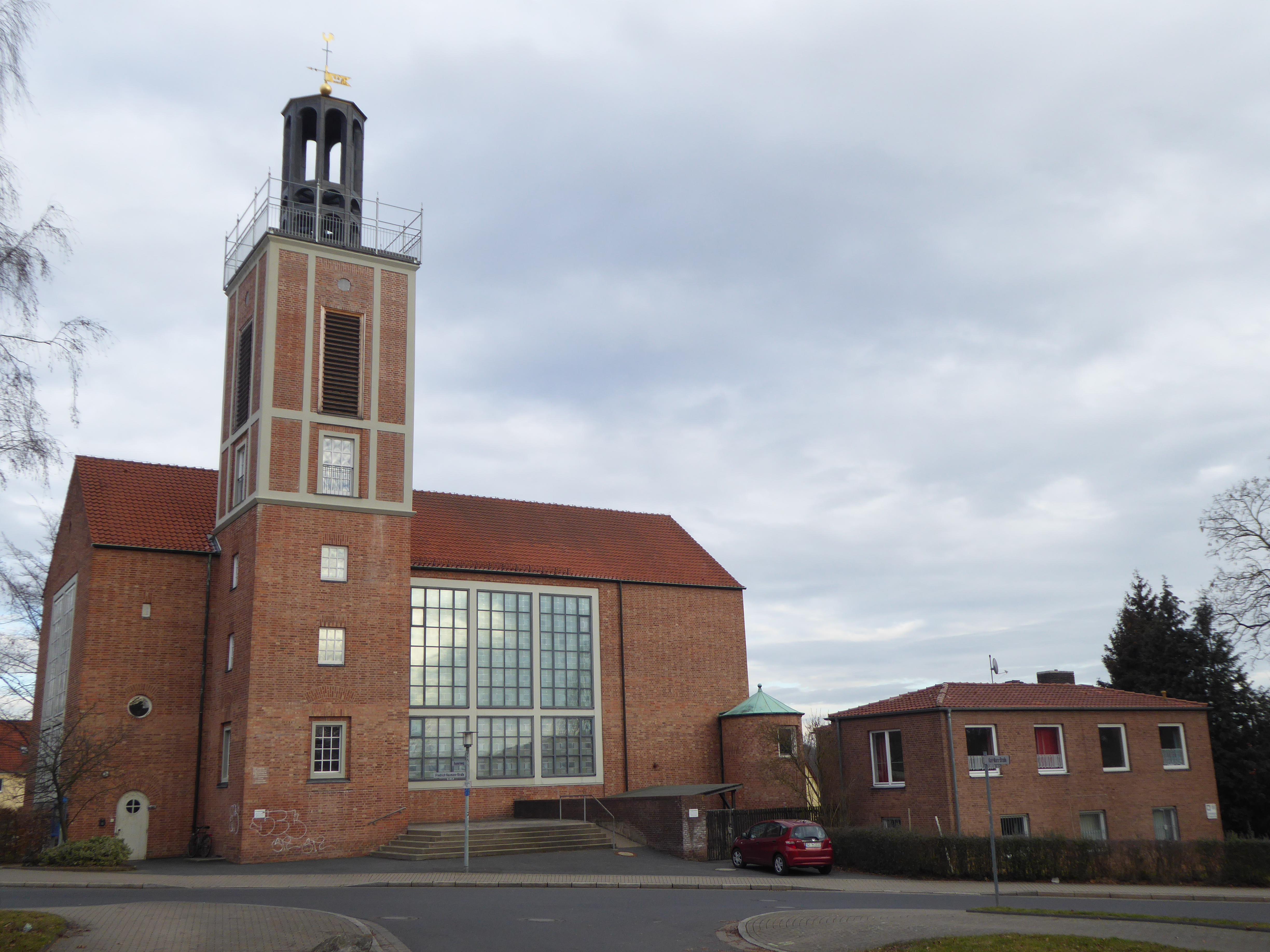
Christuskirche Göttingen (2017)

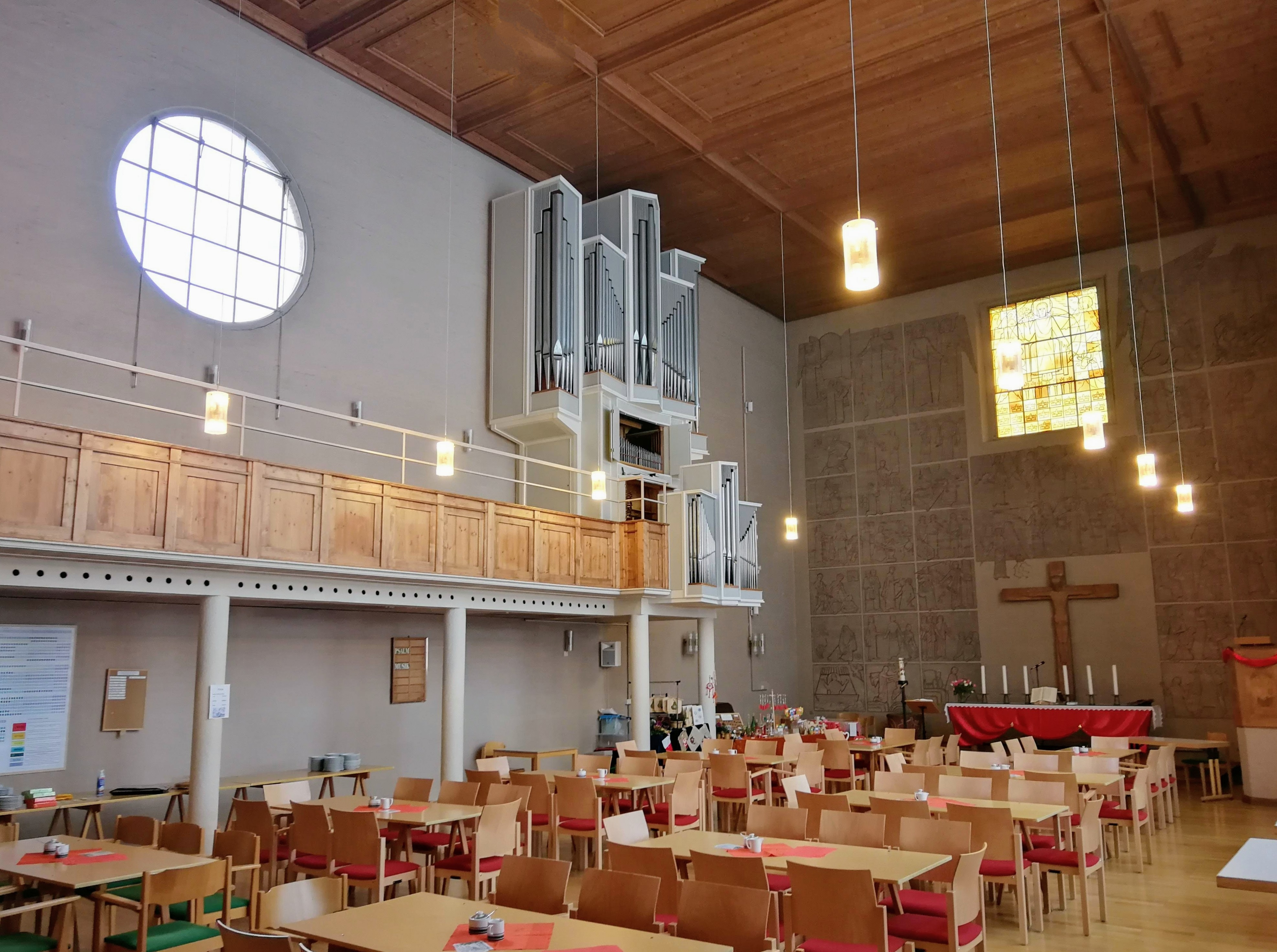
Innenraum (2019)

Die Christuskirche ist eine evangelisch-lutherische Pfarrkirche in der Weststadt der südniedersächsischen Universitätsstadt Göttingen (Friedrich-Naumann-Straße 68); sie gehört zusammen mit der Friedenskirche zur Weststadt-Kirchengemeinde als Teil des Sprengels Hildesheim-Göttingen innerhalb der Evangelisch-lutherischen Landeskirche Hannovers.

## Geschichte
Der Bau der Göttinger Christuskirche entstand nach einem Architekturwettbewerb, aus dessen 55 eingereichten Entwürfen das Projekt des Göttinger Architekten Diez Brandi zur Ausführung gelangte. Die Grundsteinlegung zum Kirchenbau erfolgte am 28. September 1952, die Einweihung am 13. Dezember 1953 vollzog Landesbischof Hanns Lilje. Im April 1954 wurde die Pfarrgemeinde gegründet. 1968 wurde die Thomaskirchengemeinde auf dem Leineberg von der Christusgemeinde getrennt.
Aufgrund von Witterungsschäden wurde die Holzkonstruktion des Turmhelms 2005 abgetragen und 2011 ersetzt. Zugleich wurde der Turmbau selbst wegen Korrosionsschäden des Betons saniert.

## Architektur
Die Christuskirche ist eine in roter Sichtziegelbauweise errichtete einfache Saalkirche mit Satteldach. Der seitlich vorgesetzte Turm besitzt in der oberen Hälfte ein Betonfachwerk und schließt mit einer Plattform und einem Oktogonaufsatz. Die zu den Straßenseiten nach Südwesten gerichtete Giebelfassade und die Südostfassade sind durch großerechteckige Betonmaßwerk-Fenster geöffnet.
Der ohne Ausgrenzung eines gesonderten Altarraums ungeteilte flachgedeckte Kircheninnenraum schließt mit einer von dem Stuttgarter Maler und Bildhauer Hellmuth Uhrig mit Bildern zu biblischen Motiven gestalteten Altarwand. Das Südwestfenster wurde im Jahr 2000 nach einem Entwurf des Künstlers Wilhelm Buschulte neugestaltet.
Die Kirche ist eingebettet in ein Gemeindezentrum-Ensemble, das zudem östlich aus einem zeitgleich nach Entwurf von Diez Brandi entstandene Küsterhaus mit Gemeindebüro (Friedrich-Naumann-Straße 66) besteht sowie einem später westlich an die Kirche angeschlossenen Neubau mit Gemeindesaal und Kindergarten, nach einem Entwurf von Brandis Sohn Jochen Brandi.

## Orgel

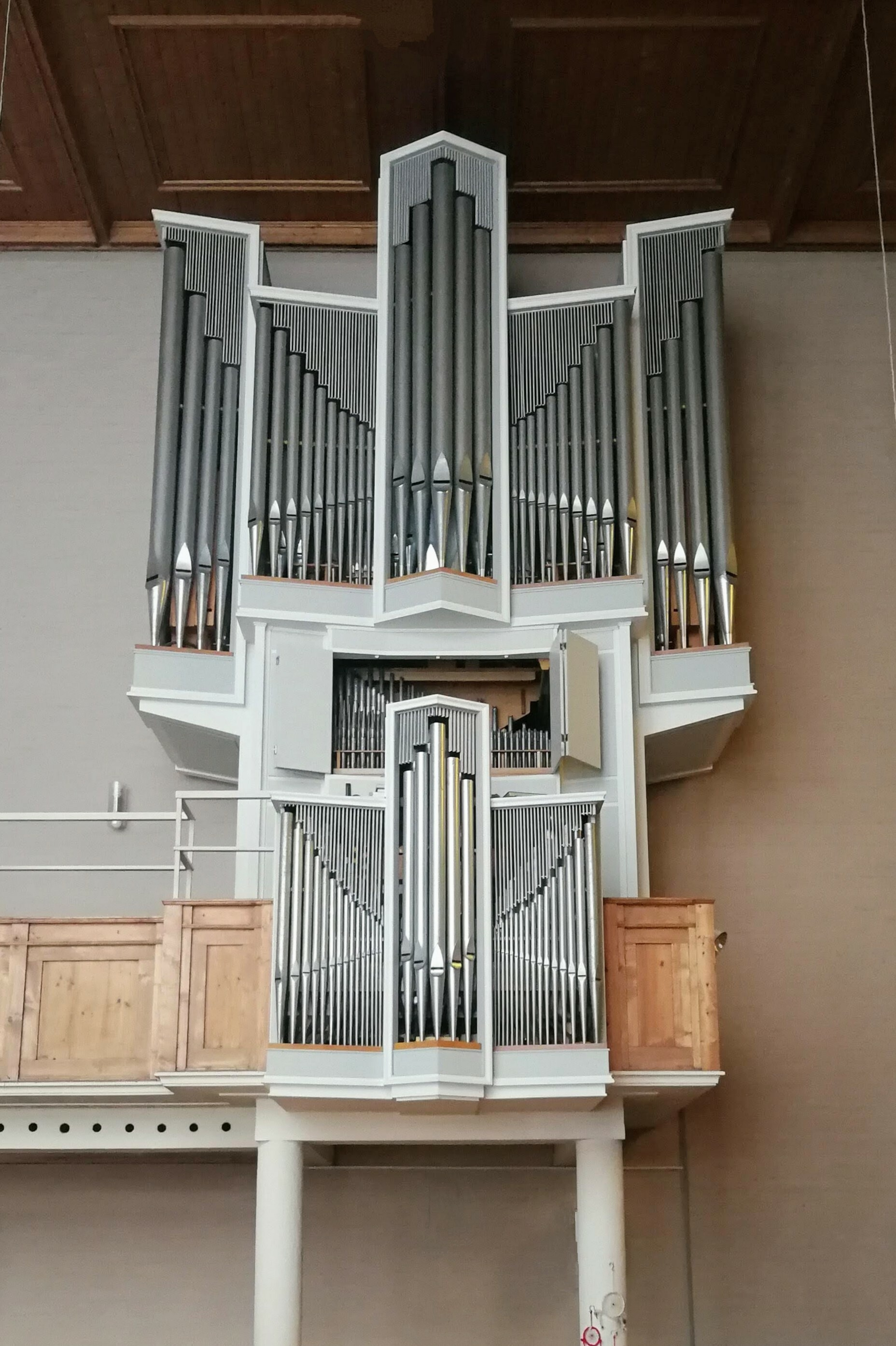
Orgel

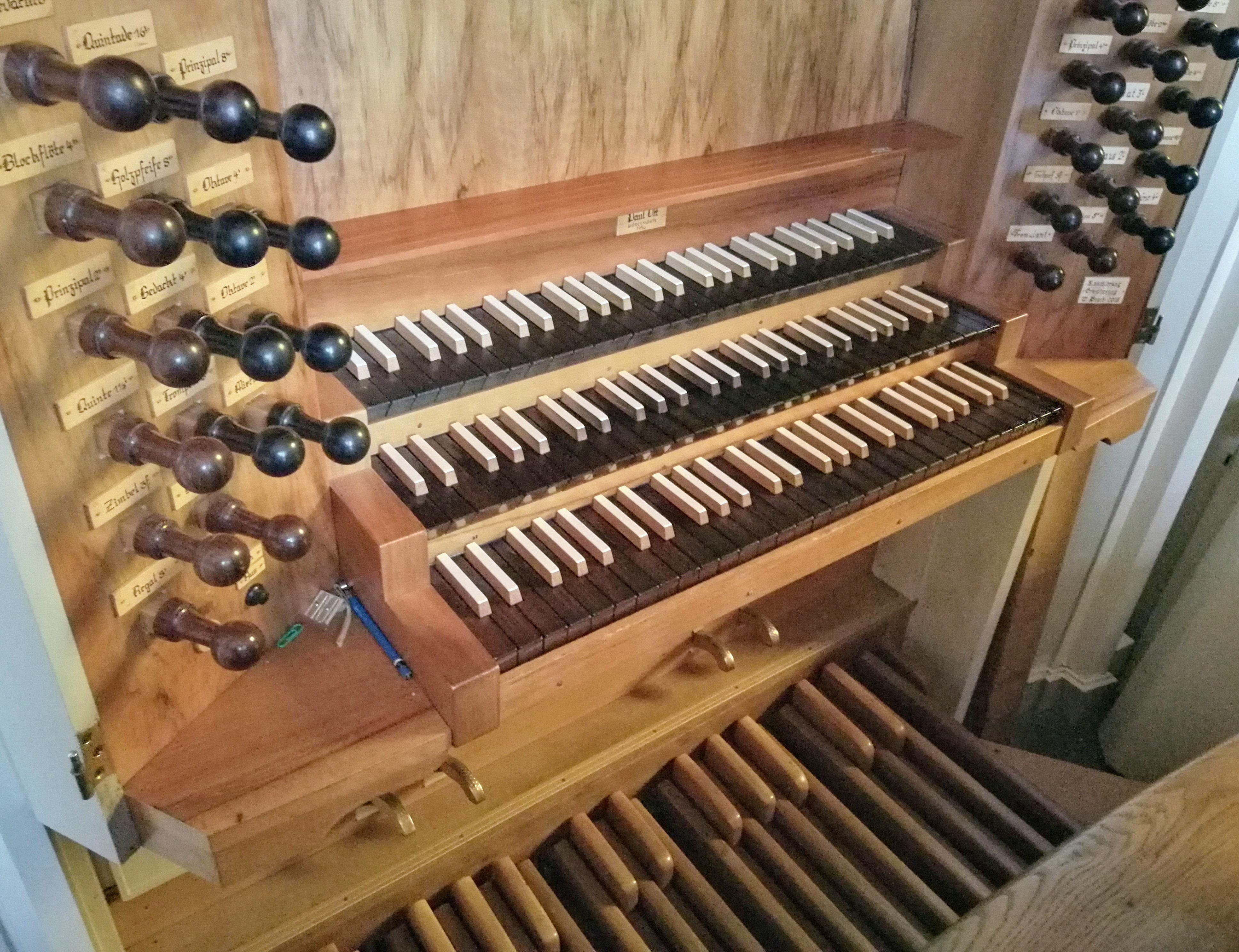
Spielanlage der Orgel

Die Orgel der Christuskirche befindet sich auf einer Seitenempore an der Nordwestwand und entstand in zwei Bauabschnitten, wobei das Gehäuse im Hinblick auf eine spätere Vervollständigung bereits auf einen Endausbau mit drei Manualwerken und Pedal angelegt war. In einer ersten Ausbaustufe durch Paul Ott entstanden 1956 Haupt- und Pedalwerk, wobei die Registerbeschilderung am Spieltisch die ursprünglich vorgesehene Disposition anzeigte. Erst 2016 erfolgte der vollständige Ausbau mit kleineren Korrekturen (im Rückpositiv: Dulzian 8′ statt Dulzian 16′, im Pedal: Klarine 4′ statt Cornett 2′) durch die Firma Werner Bosch Orgelbau in Niestetal. Die Orgel besitzt seither die folgende Disposition:
| I Rückpositiv C–f3 |               |    |
| 1.                 | Metallgedackt | 8′ |
| 2.                 | Prinzipal     | 4′ |
| 3.                 | Rohrflöte     | 4′ |
| 4.                 | Nassat        | 3′ |
| 5.                 | Waldflöte     | 2′ |
| 6.                 | Terz aus 2'   |    |
| 7.                 | Oktave        | 1′ |
| 8.                 | Scharf III    | 1′ |
| 9.                 | Dulzian       | 8′ |
|                    | Tremulant     |    |

| II Hauptwerk C–f3 |              |     |
| 10.               | Quintade     | 16′ |
| 11.               | Prinzipal    | 08′ |
| 12.               | Holzpfeife   | 08′ |
| 13.               | Oktave       | 04′ |
| 14.               | Gedackt      | 04′ |
| 15.               | Oktave       | 02′ |
| 16.               | Mixtur IV–VI |     |
| 17.               | Trompete     | 08′ |
|                   | Tremulant    |     |

| III Brustwerk C–f3 |             |       |
| 18.                | Holzgedackt | 8′    |
| 19.                | Blockflöte  | 4′    |
| 20.                | Prinzipal   | 2′    |
| 21.                | Quinte      | 1 ⁄3′ |
| 22.                | Zimbel III  | 2⁄3′  |
| 23.                | Regal       | 8′    |

| Pedal C–f1 |                |     |
| 24.        | Subbass        | 16′ |
| 25.        | Oktave         | 08′ |
| 26.        | Quintade       | 04′ |
| 27.        | Stille Posaune | 16′ |
| 28.        | Klarine        | 04′ |

- Koppeln: I/II, III/II, I/P, II/P